# Transportes Aéreos Ejecutivos

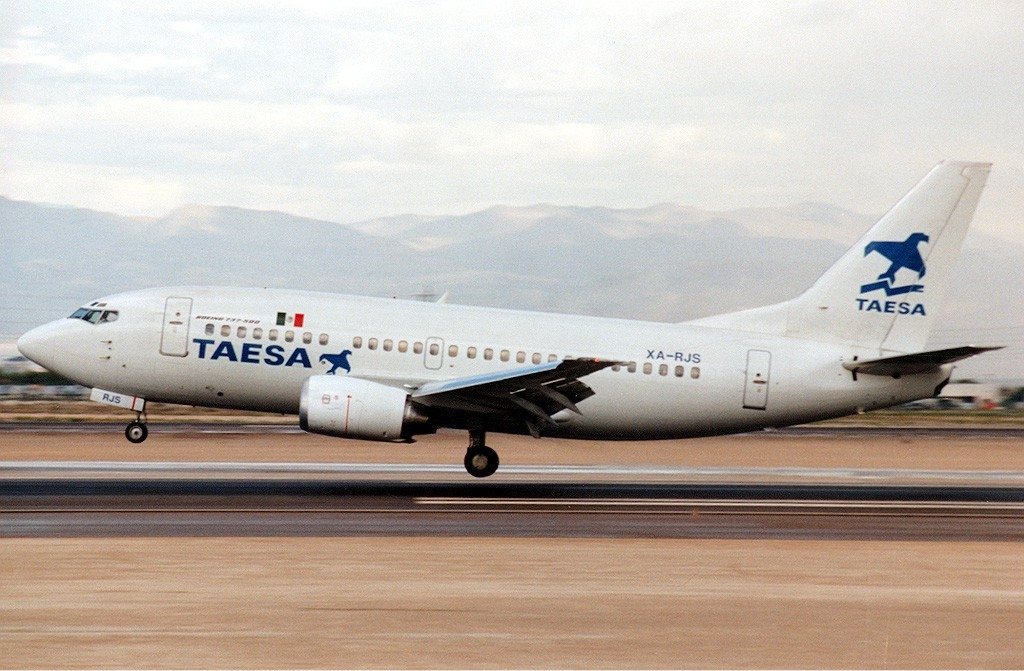
Boeing 737-5Y0 de TAESA (XA-RJS) en el Aeropuerto Internacional Harry Reid.

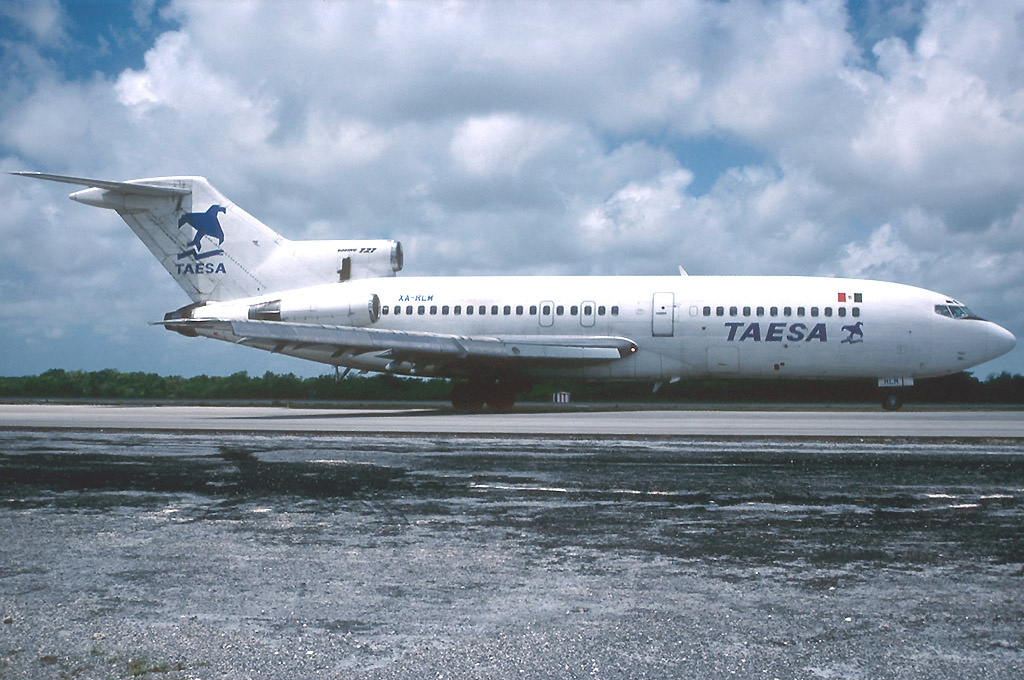
Boeing 727-022 (XA-RLM) de TAESA en el Aeropuerto Internacional de Cancún.

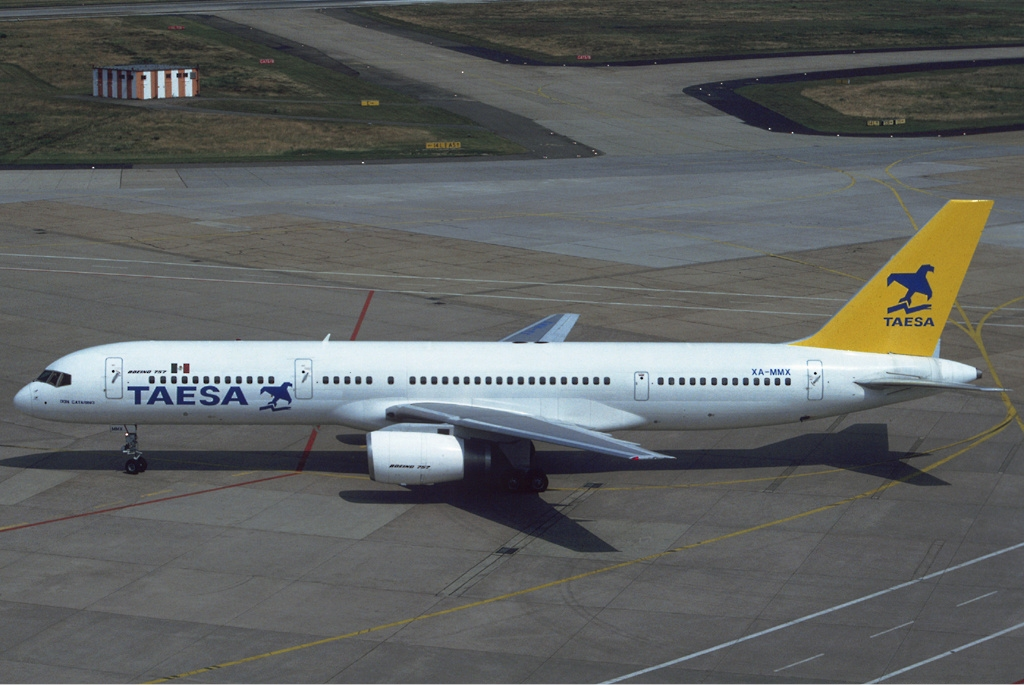
Boeing 757-236 de TAESA (XA-MMX) en el Aeropuerto de Colonia/Bonn.

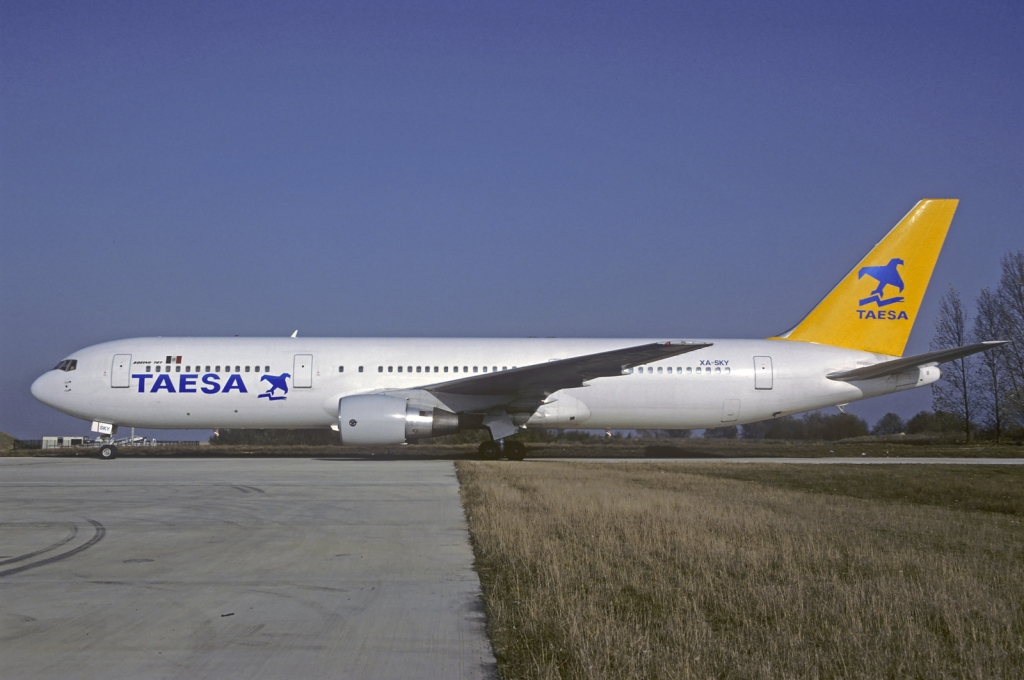
Boeing 767-3Y0 de TAESA (XA-SKY) en el Aeropuerto de París-Charles de Gaulle.

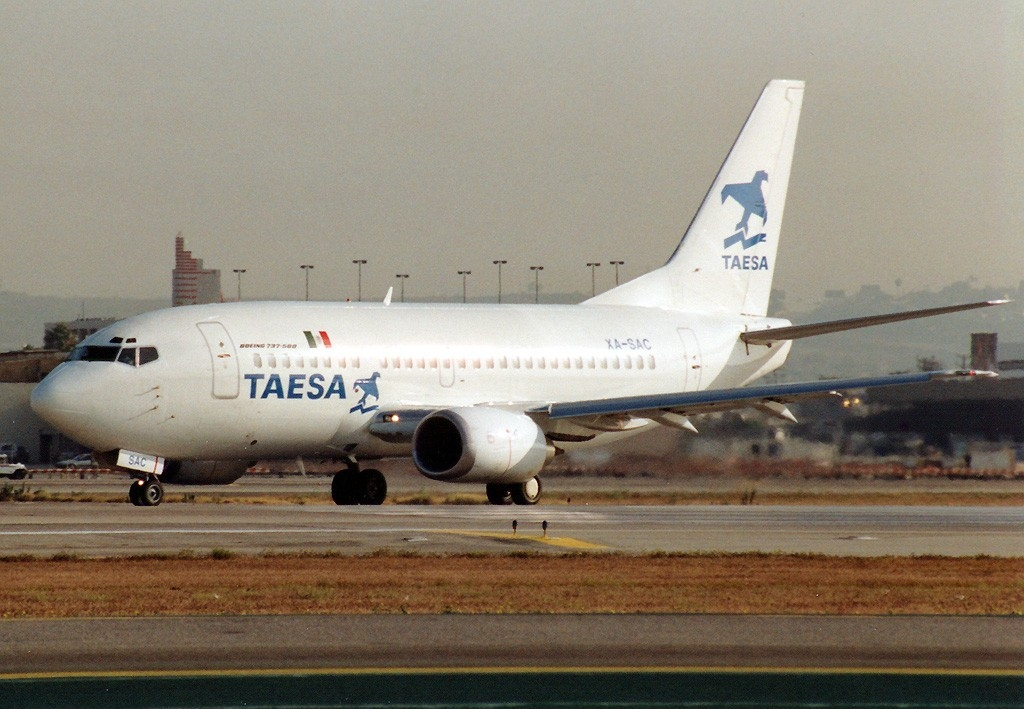
Boeing 737-5Y0 de TAESA (XA-SAC) en el Aeropuerto Internacional de Los Ángeles.

TAESA (Transportes Aéreos Ejecutivos, S.A.) fue una aerolínea mexicana de bajo costo. Fue establecida el 27 de abril de 1988 operando aviones ejecutivos, después en diciembre de 1989 recibe sus dos primeros Boeing 727-100 matrículas XA-RRA y XA-RRB lanzando su servicio regular. Tenía su sede en la Zona "C" de Hangares n.º 7, Aeropuerto Internacional de la Ciudad de México, México D. F.
TAESA comenzó a crecer rápidamente con sus aeronaves 727's, en 1991 recibe su primer 757-200 convirtiéndose en la primera aerolínea comercial en México con este modelo, en este mismo año fueron añadidos a la flota algunos 737-300, posteriormente un 767-300 fue añadido a la flota de 737's 200/300/400/500 que poseía, TAESA era en ese tiempo el líder en operaciones de 737-500 en Latinoamérica.
En la primera mitad de los años 90 TAESA era exitosa en vuelos de carga para DHL y SERPAPROSA con sus 727-100C; unos 737's fueron arrendados a Garuda Indonesia, así mismo para 1992 realizaban vuelos chárter a Estados Unidos, Canadá y Europa. Mientras, en el mercado doméstico comenzó una guerra de tarifas con los principales competidores Aeroméxico y Mexicana.
Después de la crisis de 1995 en la economía mexicana, se tuvieron que aplicar políticas de reutilización de aeronaves en lugar de adquirir nuevas, se adjuntaron aviones 727-100/200, DC-9-15 DC-10-30 y después un par de A300B4.
TAESA fue la primera línea aérea que voló a Japón regularmente con 2 vuelos semanales durante 1995.
La aerolínea tenía normas de regulación y mantenimiento durante un tiempo con políticas antitrabajo. El accidente del vuelo 725 dio como resultado la suspensión de su licencia, lo cual apresuró la quiebra de la línea aérea. Después del accidente, la empresa fue sometida a una rigurosa inspección por parte de autoridades mexicanas como la DGAC (Dirección General de Aeronáutica Civil) estando sujeta a obedecer ciertas cuestiones de seguridad para reanudar operaciones, la línea aérea fue declarada en quiebra el 21 de febrero de 2000.
Algunos activos y parte del personal fueron asumidos por Líneas Aéreas Azteca que fue establecida el 9 de mayo de 2000 y comenzó operaciones el 1 de junio de 2001, al ofrecer servicios domésticos con aviones Boeing 737.

## Incidentes y accidentes
En junio de 1994 durante la Copa Mundial de Fútbol en EUA un Learjet 25D chárter se desplomó cerca de Washington D. C. Los 2 tripulantes y 10 pasajeros a bordo murieron en este accidente.
Por otra parte en abril de 1997 un avión DC-10 tuvo problemas para aterrizar en Santo Domingo causando daños.
El vuelo 725 que circulaba la ruta Tijuana-México con escalas en Guadalajara y Uruapan, era realizado por un avión McDonnell Douglas DC-9-31. El 9 de noviembre de 1999 cayó, unos minutos después de haber despegado del aeropuerto de Uruapan al dirigirse al Aeropuerto Internacional de la Ciudad de México. Dieciocho personas murieron en este accidente, lo cual provocó un serio cuestionamiento sobre la seguridad de la compañía.

## Flota
La flota comercial de TAESA desde 1989 hasta febrero del año 2000 incluía las siguientes aeronaves:
- 3 Airbus A300B4F
- 2 ATR 42
- 14 Boeing 727-100
- 2 Boeing 727-200
- 6 Boeing 737-200
- 34 Boeing 737-300
- 3 Boeing 737-400
- 5 Boeing 737-500
- 9 Boeing 757-200
- 1 Boeing 767-300
- 2 Lockheed JetStar
- 2 Learjet 35
- 5 McDonnell Douglas DC-9-15
- 1 McDonnell Douglas DC-9-30
- 5 McDonnell Douglas DC-10-30
- 1 McDonnell Douglas MD-83
- 2 McDonnell Douglas MD-87
- 2 Boeing 747 (no fueron entregados)

## Galería de fotos

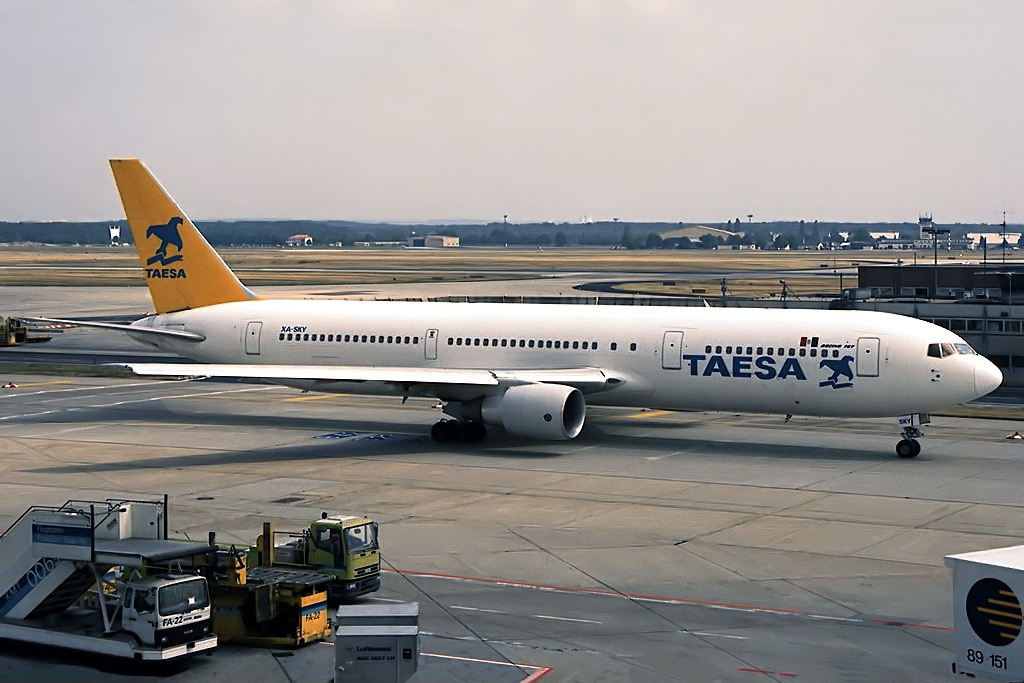
Boeing 767-3Y0 (XA-SKY) de TAESA en el Aeropuerto de Fráncfort del Meno.
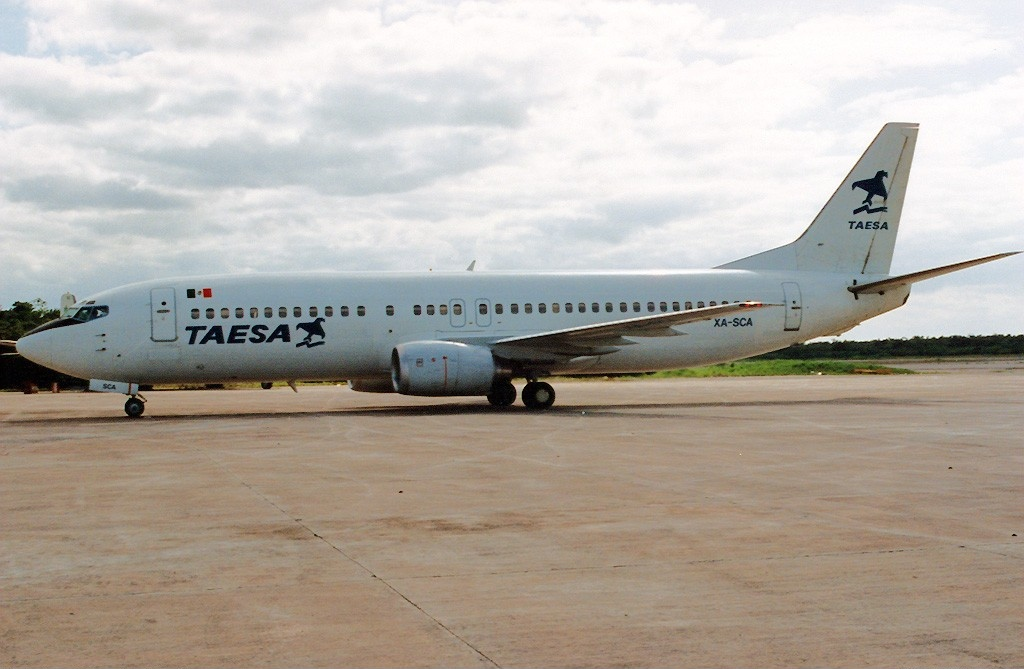
Boeing 737-4Y0 (XA-SCA) de TAESA en el Aeropuerto Internacional de Cancún.
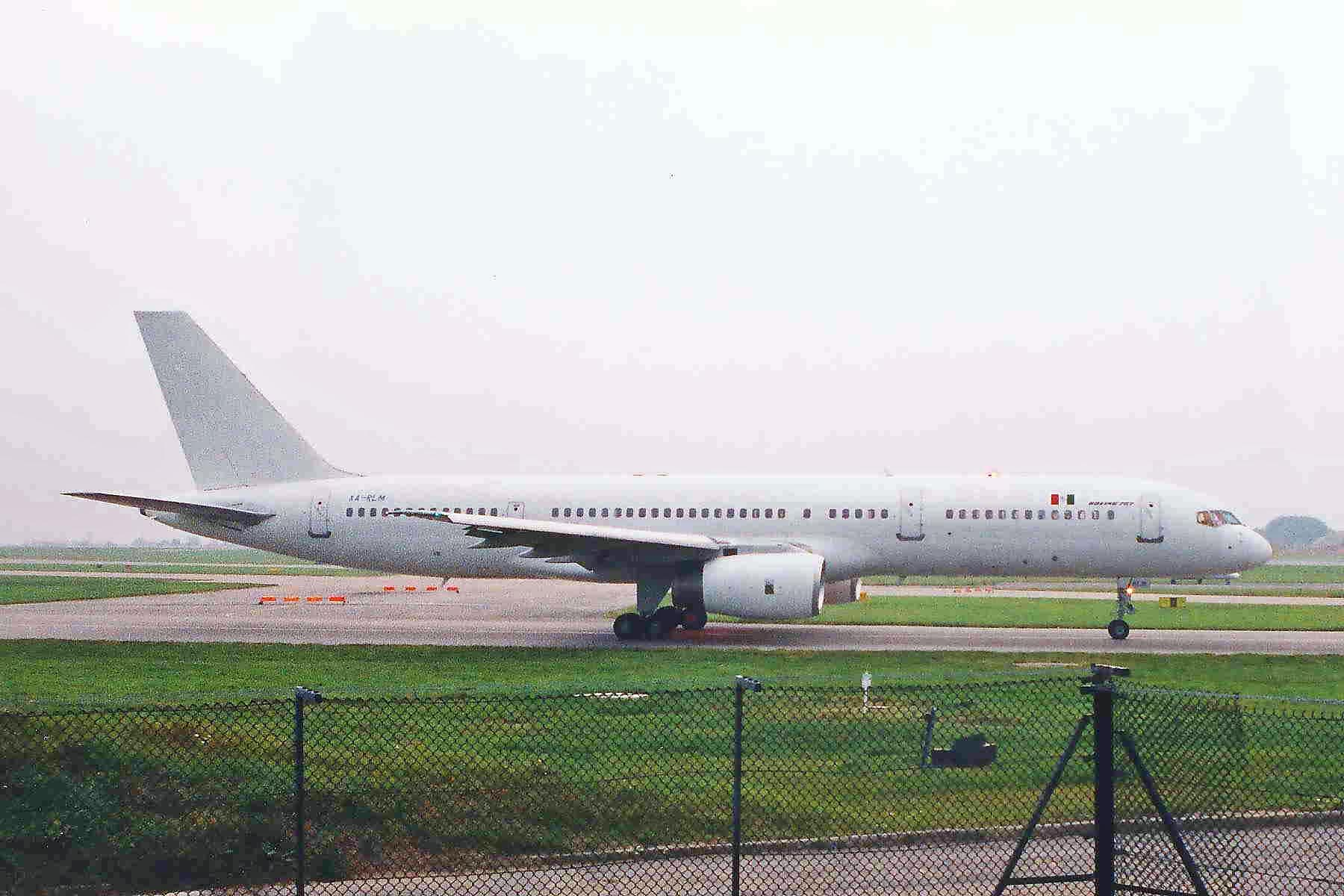
Boeing 757-23A (XA-RLM) en el Aeropuerto de Mánchester.
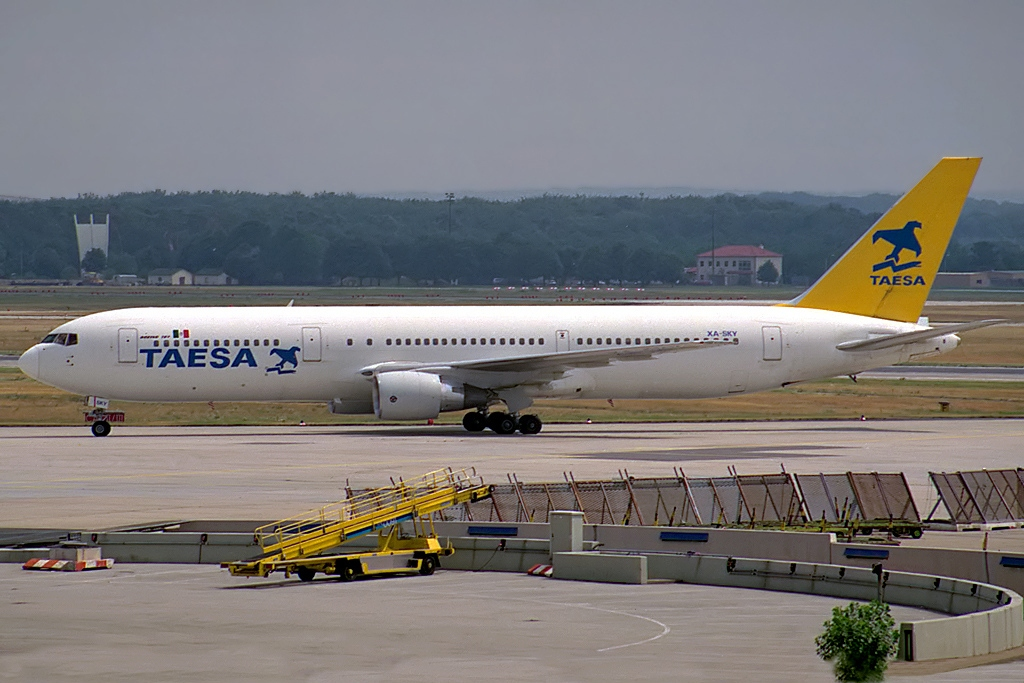
Boeing 767-3Y0 de TAESA (XA-SKY) en el Aeropuerto de Fráncfort del Meno.
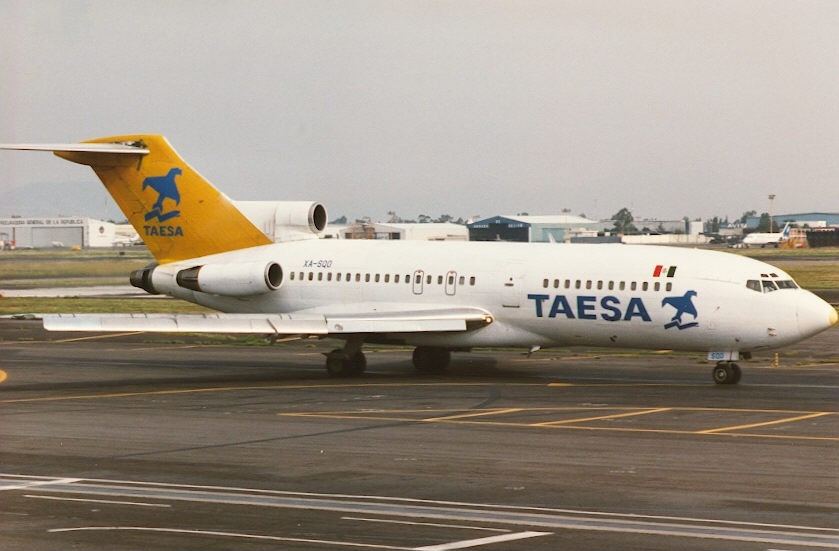
Boeing 727-031 (XA-SQO) de TAESA en el Aeropuerto Internacional de la Ciudad de México.